# Fabrizio Failla
Fabrizio Failla (Firenze, 8 maggio 1961) è un giornalista e telecronista sportivo italiano.

## Biografia
Originario di Firenze, la sua famiglia si era trasferita poi a Nocera Inferiore quando lui era molto piccolo.  Si è laureato in Giurisprudenza presso l'Università di Salerno.
Giornalista professionista dal 1990, è attualmente membro della redazione di Rai Sport. È stato tra gli inviati di 90º minuto sui campi di Serie A e B; inoltre ha svolto con frequenza l'inviato a bordo campo in occasione di varie dirette calcistiche della Rai.
In occasione delle gare della Nazionale italiana di calcio, ha condotto dallo studio nello stadio l'introduzione al match e gestito i commenti tra i due tempi ed alla fine delle partite, coordinando i vari inviati negli spogliatoi.
È stato telecronista delle partite di pallanuoto per Rai Sport.
Nel 2018 gli è stata conferita la cittadinanza di Nocera Inferiore.
Sempre nel 2018 si è proposto, a titolo gratuito, come ambasciatore della Nocerina, squadra a cui è particolarmente legato.

## Curiosità
- Nel periodo universitario, prima cioè di diventare giornalista, è stato uno dei campioni del quiz Il sistemone.

- Nel 2005, al termine di una partita della Roma, è stato apostrofato in malo modo da parte di Francesco Totti e di Bruno Conti, suscitando la reazione dei sindacati dei giornalisti[3] e la querela da parte dello stesso Failla. Nel luglio 2007 gli stessi Totti e Conti sono stati assolti dall'accusa di diffamazione.[4]